# Pigs Lose
Pigs Lose är David Sandströms fjärde studioalbum under eget namn. Skivan utgavs på skivbolaget Razzia Records 2008.

## Låtlista
Där inte annat anges är låtarna skrivna av David Sandström.
1. "Mortal Man Is a Broomstick"
2. "Listen"
3. "Not a Good Boy"
4. "Happy Home"
5. "These Are the Days"
6. "Lisa Lisa" (Oskar Sandlund, David Sandström)
7. "Tearing Through the Decades"
8. "Zigzag Years, The" (Oskar Sandlund, David Sandström)
9. "God Thing, The"
10. "Allstar Team"
11. "Songs That Maybe Won't Be Forgotten"
12. "Dead Alive"
13. "Too Late, But Still"
14. "Stop Talk"
15. "Thou Shalt Get Lost"
16. "Göran William Frii"

## Mottagande
Skivan snittar på 3,4/5 på Kritiker.se, baserat på tjugo recensioner.

## Listplaceringar
| Lista (2008) | Topplacering |
| ------------ | ------------ |
| Sverige      | 56           |

### Fotnoter
1. 1 2  ”Pigs Lose”. Discogs.com. http://www.discogs.com/David-Sandstr%C3%B6m-Overdrive-Pigs-Lose/release/2652760. Läst 26 maj 2012.
2. ↑  ”Pigs Lose”. Kritiker.se. http://kritiker.se/skivor/david-sandstrom-overdrive/pigs-lose/. Läst 26 maj 2012.
3. ↑  Listplacering